# Coatascorn
Coatascorn é uma comuna francesa na região administrativa da Bretanha, no departamento Côtes-d'Armor. Estende-se por uma área de 8,04 km². Em 2010 a comuna tinha 265 habitantes (densidade: 33 hab./km²).